# Cathy Stewart
Pour les articles homonymes, voir Greiner et Stewart.
Catherine Greiner, dite  Cathy Stewart, née le 2 avril 1956 à Royan et morte le 9 août 1994 à Breuillet (Charente-Maritime), est une actrice pornographique française, vedette du genre dans les années 1970.

## Biographie
Catherine Greiner alterne dans sa jeunesse chômage et  petits boulots. Repérée par le réalisateur Gérard Kikoïne alors qu'elle travaillait comme vendeuse de glaces à Saint-Tropez, elle tourne ensuite dans une centaine de films pornographiques entre 1977 et 1984, en utilisant principalement le pseudonyme de Cathy Stewart,. Elle partage l'affiche avec des stars de l'époque comme Brigitte Lahaie et Karine Gambier puis avec quelques nouvelles venues comme Julia Perrin, Catherine Ringer et Marilyn Jess. Les réalisateurs Francis Leroi, Gérard Kikoïne,  Burd Tranbaree, Jean-Claude Roy et Pierre B. Reinhard l'emploient régulièrement. En 1979, elle est une des vedettes d'Exhibition 79 (troisième volet d' Exhibition) de Jean-François Davy, un documentaire consacré à des personnalités du X. Elle y apparaît aux côtés de son compagnon Dominique Irissou, avec qui elle a débuté et avec qui elle partage alors régulièrement l'écran ainsi qu'un mode de vie « rock n'roll ».
Elle assure la postsynchronisation d'une bonne partie de ses rôles. En dehors du porno, elle apparait dans quelques films à petit budget comme Convoi de filles, de Pierre Chevalier ainsi que dans une comédie érotique du Suisse Erwin C. Dietrich, Les Bourgeoises de l'amour. Jean Rollin, qui l'a déjà dirigée à plusieurs reprises dans ses films X, lui confie un rôle dans le film d'horreur La Nuit des traquées, où elle est créditée au générique sous son vrai nom. La carrière de Cathy Stewart prend cependant fin en raison de sa toxicomanie. Elle cesse de tourner au milieu des années 1980 et meurt d'une overdose en 1994.Il semblerait selon les dires de Marylin Jess dans une interview dans le site La voix du X  que son amie Cathy Stewart soit morte avec son compagnon du Sida. Cet événement aurait précipité la motivation de Marilyn Jess d'arrêter de tourner dans les films X.

## Filmographie sélective

### Cinéma

#### Films classiques
- 1978 : Convoi de filles de Pierre Chevalier :
- 1980 : Une nuit rêvée pour un poisson banal de Bernard Guillou :
- 1980 : La Nuit des traquées de Jean Rollin :  Catherine
- 1980 :  Ta gueule, je t'aime !, de Serge Korber
- 1980 : Les Bourgeoises de l'amour  (Die Nichten der Frau Oberst) de Erwin C. Dietrich : Nana

#### Films X
- 1978 : La Grande Enfilade de Jean-Claude Roy :
- 1978 : La Clinique des fantasmes de Gérard Kikoïne :  Patricia, une infirmière
- 1978 : Baise-moi partout (Attention, je vais jouir) de José Bénazéraf :
- 1978 : Stéphanie recto-verso de Didier Philippe-Gérard :
- 1978 : Cuisses en délire de Claude Pierson :
- 1978 : Les Gourmandes de sexe d'Alain Payet :
- 1978 : Bouches expertes de Claude Pierson : Annette
- 1978 : L'École des petites baiseuses d'Alain Payet :
- 1978 : Annonces spéciales pour couples vicieux d'Alain Payet :
- 1978 : Jouir ! de Gérard Kikoïne :  Norma, la sœur
- 1978 : Call Girls de luxe de Gérard Kikoïne
- 1978 : Baisez-moi de Pierre B. Reinhard : Angelique
- 1978 : Sophie, petite fille perverse de Michel Berkowitch :
- 1978 : Tout pour jouir de Gérard Kikoïne :  La scripte
- 1978 : Cette salope d'Amanda de Francis Leroi :
- 1978 : Les Petites Filles de Francis Leroi :
- 1978 : Sophie aime les sucettes d'Alain Payet :
- 1978 : Discosex de Jean Rollin :
- 1978 : Obsessions porno d'Alain Payet :
- 1978 : La petite garce drague sans culotte de Norbert Terry :
- 1979 : Gamines expertes de Patrice Rhomm :
- 1979 : Exhibition 79 de Jean-Francois Davy : Elle-même
- 1979 : Body Lust  (Pénétrations multiples) de Pierre B. Reinhard :
- 1979 : La Nymphomane lubrique d'Alain Payet :
- 1979 : Orgies adolescentes de Jean-Claude Roy : Sophie
- 1979 : Phallus Story de Maxime Debest : Sophie
- 1979 : Initiation au collège de Gérard Kikoïne : Cathy
- 1979 : Gamines en chaleur  (Si jeune et déjà cochonne) de Jean Rollin :
- 1979 : Auto-stoppeuses en chaleur  (Vacances sexuelle) de Claude Bernard-Aubert : La soubrette de l'hôtel
- 1979 : Entrez vite... vite, je mouille ! de Jean-Pierre Bouyxou :
- 1979 : Si je t'attrape... de Jean-François Hautin et Jacques Orth :
- 1979 : La parte più appetitosa del maschio de Lorenzo Magnolia :
- 1979 : Cette malicieuse Martine (Secrétaires sans culottes) de Heiko Hagemann :
- 1979 : Petites Filles très précoces de Michel Caputo :
- 1979 : Prenez-moi, j'aime tout de Michel Caputo :
- 1979 : Bouches lascives et pornos de Jean Rollin :
- 1979 : Pénétrations vicieuses de Jean Rollin :
- 1980 : Violée mais consentante de Michel Ricaud :
- 1980 : Langues s... de Alain Payet et Gérard Vernier : Invitée à la partie
- 1980 : Dodo, petites filles au bordel (Petites filles au bordel) de Francis Leroi : Rosette
- 1980 : Carnet intime d'une Thailandaise de Jean-Marie Pallardy : Michèle, l'ex femme de Paul Vernon
- 1980 : Ursula de Claude Pierson
- 1980 : Intimités secrètes (Vierges et débauchées) de Claude Pierson :
- 1980 : Croisières pour couples en chaleur de Claude Bernard-Aubert :
- 1980 : La Pension des fesses nues de Francis Leroi :
- 1980 : Les Petites Écolières (Leçons privées) de Claude Mulot :  Suzy
- 1980 : Les après-midi d'une bourgeoise en chaleur de Jean-Claude Roy : Solange/Ange
- 1981 : Working for Love de A.G. Schmidt :
- 1981 : L'Éducatrice de Gérard Gregory : Michelle
- 1981 : Ladies Deluxe  (Filles de luxe) de Michel Barny :
- 1981 : Jeunes Filles en chaleur à sodomiser (Der Frauenarzt vom Place Pigalle)  de Michel Caputo  : Karina
- 1981 : Sybil, tous les trous sont permis de Michel Caputo :
- 1981 : Garce de brune, salope de blonde d'Anne-Marie Tensi :
- 1981 : La Petite Étrangère de Claude Bernard-Aubert : Solange
- 1981 : Un membre de fer d'Anne-Marie Tensi :
- 1981 : Enquêtes de Gérard Kikoïne :
- 1981 : Perversions d'une petite fille de Anne-Marie Tensi :
- 1981 : Paméla de Michel Caputo : Jeanne Dubreuil
- 1981 : Parties très spéciales de Gérard Kikoïne :
- 1981 : Deux Gamines de Claude Pierson :
- 1981 : Poker Show  (Rien ne vaut la première fois) de Joe de Palmer :
- 1981 : Charlotte mouille sa culotte ! de Francis Leroi :
- 1981 : Body-body à Bangkok de Jean-Marie Pallardy :
- 1981 : Vierges en chaleur d'Anne-Marie Tensi :
- 1981 : Les Petits Slips se déchaînent de Claude Pierson :
- 1981 : Le Sexe à travers le monde de Maxime Debest : Kate
- 1981 : Les Bas de soie noire de Claude Bernard-Aubert :  Julie
- 1981 : Les Fruits de la passion (Esclave pour couple) de Claude Pierson :
- 1981 : Extases très particulières (La vorace)  d'Alan Vydra :
- 1981 : Rêves intimes (Jeunes filles brûlantes pour des rêves intimes très agités) de Claude Pierson :
- 1981 : Les Petites Dévergondées (Amanda) de Michel Caputo :
- 1981 : Provinciales en chaleur de Jean-Claude Roy : Milène
- 1982 : Les Minettes brûlantes de Joe de Palmer :
- 1982 : Les Clientes (Bordel pour femmes / Girls Girls Girls) d'Alan Vydra : Cathy
- 1982 : La Vitrine du plaisir (Hot Action) de Gérard Kikoïne :
- 1982 : Couple « libéré » cherche compagne « libérée » de Claude Bernard-Aubert :
- 1982 : James Bande OO sexe (Clémentine)  de Michel Caputo :
- 1982 : Rêves de jeunes filles volages de Claude Bernard-Aubert :
- 1982 : Mélodie pour Manuella de Joe de Palmer : Nathalie
- 1982 : Réseau particulier de Joe de Palmer :
- 1982 : Fellation d'Anne-Marie Tensi :
- 1982 : Viens jouir avec moi, Caroline de Claude Pierson :
- 1982 : Délices d'un sexe chaud et profond de Pierre B. Reinhard :
- 1982 : Caresseuses expertes (Trois filles en liberté)  de Pierre B. Reinhard : Hélène
- 1982 : Chaude et humide Natacha (Confidences)  de Michel Caputo :
- 1982 : Petites Culottes chaudes et mouillees (Seduce Me Tonight) de Michel Caputo :
- 1982 : Je suis née pour baiser de Pierre B. Reinhard : Vicky
- 1983 : Le Lit d'Élodie de Jean-Luc Brunet :
- 1983 : Diamond Baby de Michel Caputo :
- 1983 : Détournement de mineur de Jean-Luc Brunet :
- 1983 : Les Délices du tossing de Gerard Kikoine : Francine
- 1983 : Bourre-moi le cul] de Joe de Palmer :
- 1983 : L'Odeur du sexe de Joe de Palmer :
- 1983 : Chambres d'amis très particulières de Claude Bernard-Aubert :
- 1983 : Ma culotte est mouillée de Jean Rollin :
- 1983 : Les Petites Chattes timides de Joe de Palmer :
- 1983 : Initiation d'une femme mariée de Claude Bernard-Aubert :
- 1983 : Branche-moi l'antenne au cul de Michel Ricaud :
- 1983 : Viols en cornettes d'Olivier Mathot :
- 1984 : Tendre Corinne de Michel Barny : Sophie, la call-girl
- 1984 : Demoiselles à prendre par-derrière d'Alain Payet :
- 1984 : Parfum de lingeries intimes (Wild Playgirls) de Michel Caputo : une prostituée dans la rue
- 1985 : Les stoppeuses ne portent pas de culottes  (The Porno Race)  d'Andrei Feher :
- 1986 : Young Wild and Crazy